# مینه‌سوتا جانکشن (ویسکانسین)
مینه‌سوتا جانکشن (به انگلیسی: Minnesota Junction) یک منطقهٔ مسکونی در ایالات متحده آمریکا است که در شهرستان دوج، ویسکانسین واقع شده‌است. مینه‌سوتا جانکشن ۲۸۱٫۹۴ متر بالاتر از سطح دریا واقع شده‌است.